# إستر روميرو
إستر روميرو (بالإسبانية: Esther Romero) (5 أبريل 1988 ببرشلونة في إسبانيا - ) هي لاعبة كرة قدم إسبانية في مركز الدفاع. لعبت مع نادي برشلونة لكرة القدم للسيدات وCE Sabadell (women) ‏ وCE Sant Gabriel ‏.

## وصلات خارجية
- إستر روميرو على موقع قاعدة بيانات كرة القدم.إي يو (الإنجليزية)